# Jūzō Megure
 (mai 2024).
Pour les articles homonymes, voir Maigret (homonymie).
Cette page contient des caractères spéciaux ou non latins. S’ils s’affichent mal (▯, ?, etc.), consultez la page d’aide Unicode.
Jūzō Maigret (目暮 十三, Megure Jūzō) est un personnage du manga Détective Conan.
- Voix japonaise : Chafurin
- Voix françaises : Emmanuel Liénart (série), Cyrille Monge (films)

Inspecteur Megure (目暮 十三, Megure Jūzō) est un inspecteur de la police qui arrive très souvent sur les lieux d'un crime. Portant un gros imperméable orange et chapeau, c'est un homme droit et sérieux qui a du respect pour Shinichi, et moins pour Kogoro Mouri, mais son estime augmente depuis que ce dernier « résout » des affaires avec brio. Le nom de Megure est fondé sur celui du Commissaire Maigret. Ce nom fut d'ailleurs utilisé dans les débuts de la version française, avant de revenir à la transposition du japonais. Il n'enlève jamais son chapeau, car sinon cela lui rappelle une triste cicatrice d'une affaire du passé, les circonstances où il a rencontré son épouse Midori (tomes 28-29). En effet, Midori était dans sa jeunesse une femme au style furyo, qui voulut piéger par elle-même un tueur en série qui fonçait volontairement avec sa voiture sur des furyo, en jouant l'appât, contre l'avis de Megure qui l'avait rencontrée et avertie à ce moment-là. Mais alors que Midori désobéit un jour, souhaitant se venger de celui qui avait tué sa meilleure amie, Megure se jeta sur la route et ils furent tous deux renversés par la voiture du tueur. Lui s'en tira avec une grosse cicatrice sur le crâne, tandis que Midori était entre la vie et la mort. Elle survécut finalement et épousa Megure, chacun ayant une cicatrice au visage, que Midori cache avec ses cheveux, et Megure avec son chapeau.

## Personnage
Inspecteur de la police de Tokyo, il est souvent appelé sur les lieux d'un crime où se trouve Conan. Portant constamment un gros imperméable orange et un chapeau, il respecte beaucoup l'esprit de déduction de Shinichi. En revanche, il a au début un profond mépris pour Kogoro Mōri, ne voyant en lui qu'un ancien policier alcoolique. Mais son estime pour lui augmente depuis que ce dernier "résout" des affaires avec talent, et n'hésite pas à faire appel à lui pour certaines affaires délicates. Kogoro Mōri et Megure étaient d'anciens co-officiers au Département de la Police Métropolitaine de Tokyo.
On apprendra plus tard la raison pour laquelle il ne quitte jamais son chapeau : sur son front se trouve une grande cicatrice faite après avoir poursuivi un agresseur de jeunes filles. L'une de ces jeunes filles propose de tendre un piège à l'agresseur, c'est à l'inspecteur Megure de surveiller celle-ci. L'agresseur, qui avait l'habitude de renverser ses victimes en voiture, tente d'écraser la jeune fille volontaire : elle est sauvée par Megure. Plus tard, cette jeune fille se marie avec l'inspecteur et devient sa femme. C'est pour éviter de raconter cette histoire privée qu'il dissimule son front sous un chapeau.

## Origine du nom
Le nom de Megure est basé, comme beaucoup de noms dans le manga, sur celui d'un auteur ou d'un personnage célèbre de romans policiers. Ici, il s'agit de Jules Maigret, le héros de Georges Simenon. Le prénom « Juzo » est un jeu de mots sur le chiffre japonais 13.
| Langue     | Prénom                        | Nom de famille   |
| ---------- | ----------------------------- | ---------------- |
| Japonais   | 十三 Juzo                     | 目 暮 Megure     |
| Anglais    | Joseph                        | Meguire          |
| Catalan    | Juzo                          | Megure           |
| Français   | Juzo                          | Megure / Maigret |
| Allemand   | Juzo                          | Megure           |
| Malais     | Juzo                          | Megure           |
| Vietnamien | Juzo                          | Megure           |
| Arabe      | دوزو dozo                     | ميغوري Migori    |
| Coréen     | 롬보 / 한석 Lom Bo / Han Seok | 골 Gol           |
| Chinois    | 十三 Shisan                   | 目 暮 Mumu       |
| Thaïlande  | จู โซ                          | เม งู เระ         |
| Finlandais | Juzo                          | Megure           |